# Aeterna Dei sapientia
Aeterna Dei sapientia è la sesta enciclica pubblicata dal papa Giovanni XXIII l'11 novembre 1961.
Ricorda san Leone Magno nel XV centenario della morte.

## Contenuto
- I - San Leon Magno, pontefice, pastore e dottore della chiesa universale
- II - Il XV centenario Leoniano e il Concilio Vaticano II
- Esortazione finale